# 마테이스 더 리흐트
마테이스 더리흐트(네덜란드어: Matthijs de Ligt, 네덜란드어 발음: [mɑˈtɛis də ˈlɪxt]; 1999년 8월 12일~)는 네덜란드의 축구 선수로, 포지션은 센터백이다. 현재 프리미어리그의 맨체스터 유나이티드와 네덜란드 축구 국가대표팀에서 뛰고 있다.
더 리흐트는 2016년 9월 21일 빌럼 II와의 KNVB컵 1차전에서 아약스 데뷔전을 가졌고 25분 하킴 지예시의 코너킥을 헤더골로 연결하며 클라렌스 세이도르프의 뒤를 이어 아약스에서 골을 넣은 두 번째 최연소 선수가 되었다. 2017년 5월 24일, 더 리흐트는 맨체스터 유나이티드와의 16-17 UEFA 유로파리그 결승전에서 17세 285일의 나이에 출전하면서 유러피언 대회 결승전에 출전한 역대 최연소 선수가 되었으며 2017년 3월 25일 17살의 나이에 네덜란드 축구 국가대표팀에 데뷔하면서 1931년 이래로 네덜란드 대표팀에서 데뷔한 최연소 선수가 되었다.
2018년 12월 17일, 더 리흐트는 골든 보이 상을 수상하며 골든 보이 상을 받은 첫 번째 수비수가 되었고 세리에 A의 유벤투스로 이적한 후 2019년 트로페 코파 상을 받았다.

## 어린 시절
더 리흐트는 9살 때 아약스 유소년 아카데미에 합류하였다. 처음에 유소년 아카데미의 코치들은 그가 너무 느리고 체격이 좋지 않다고 생각했지만, 그는 아카데미에서 발전할 기회를 얻었고 계속해서 그의 자질을 증명하였다.

## 구단 경력

### 아약스

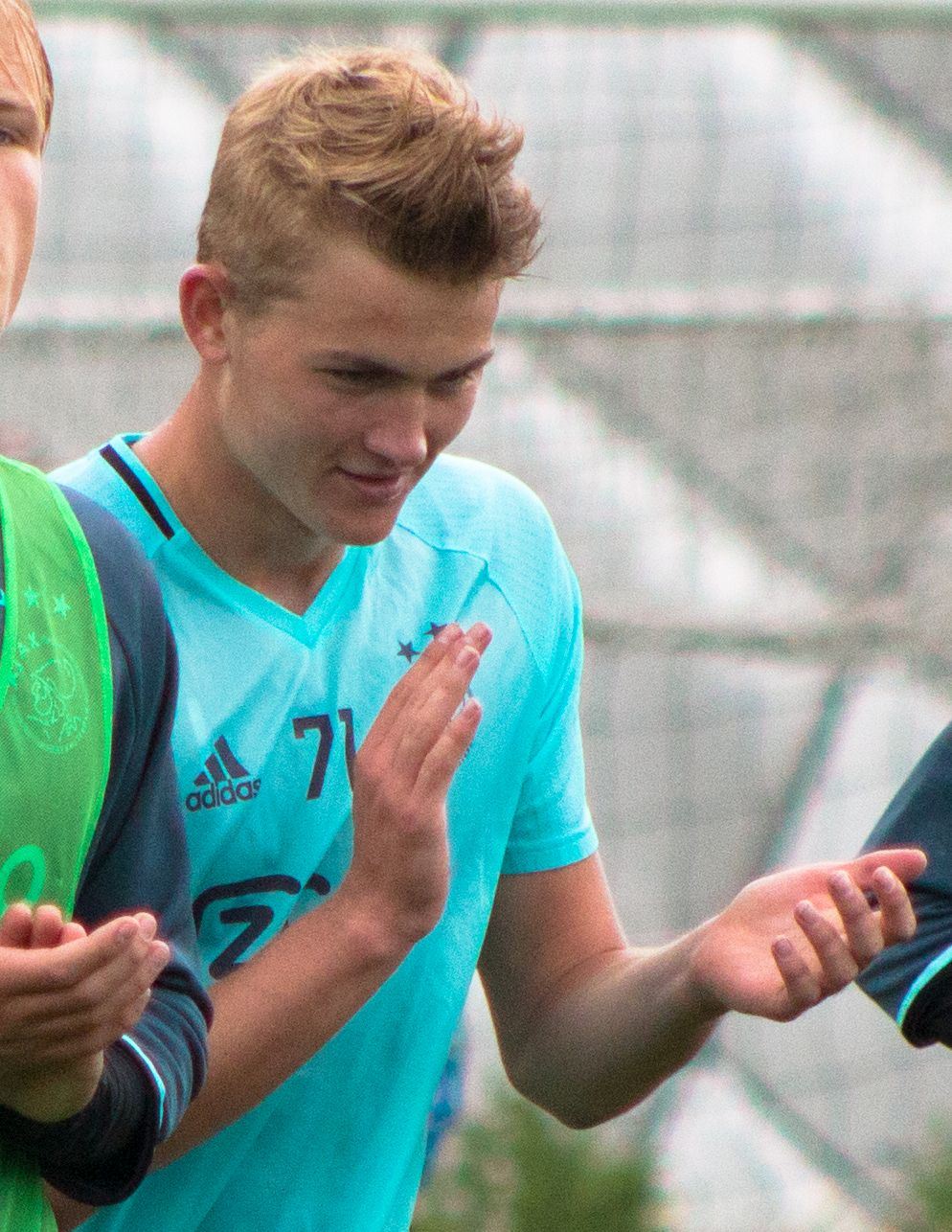
2016년 아약스에서 훈련 중인 더 리흐트.

#### 2016-17: 용 아약스와 발전
2016년 8월 8일, 그는 FC 에먼과의 에이르스터 디비시 경기에서 용 아약스 소속으로 데뷔하여 정식 경기를 치렀다. 시즌 동안 더 리흐트는 용 아약스에서 17경기에 출전하였다.
9월 21일, 더 리흐트는 빌럼 II과의 컵 경기에서 아약스 성인 팀으로 데뷔하였다. 그는 25분 만에 코너킥 상황에서 득점하여 클라렌서 세이도르프에 이어 두 번째로 팀 내 최연소 득점자가 되었다. 팀은 이러한 득점에 힘입어 5-0 승리를 거두었다. 10월 24일, 아약스는 트위터를 통해 더 리흐트가 아약스 1군으로 정식 승격되었음을 발표하였다.
더 리흐트는 1군으로 승격 후 빠르게 자리를 잡았고, 그는 리그 11경기와 유로파리그 9경기에 출전하였다. 2017년 5월 24일, 그는 2017 UEFA 유로파리그 결승전에서 맨체스터 유나이티드를 상대로 선발 출전하면서 유럽대항전 결승전에 출전한 역대 최연소 선수(17세 285일)가 되었다.

#### 2017-19: 엄청난 발전, 그리고 팀의 주장
2017년 8월, 다빈손 산체스가 토트넘 홋스퍼로 이적하면서 더 리흐트는 1군 주전 수비수가 되었다. 2018년 3월에는 팀의 주장 요옐 펠트만의 부상으로 그가 아약스의 최연소 주장으로 임명되었다.
더 리흐트는 모든 대회에서 37경기에 출전해 3골을 기록하였다. 그는 리그 31경기에 모두 출전하였고, 그 중 한 경기를 제외한 모든 경기에서 90분 풀타임을 소화하였다. (한 경기는 SBV 피테서와의 경기로, 부상으로 인해 33분에 교체되었다.) 더 리흐트는 아약스에서의 활약으로 수많은 유럽의 빅클럽들과 연결되었다.
2018년 12월 17일, 더 리흐트는 골든 보이 상을 수상하여 이 상을 수상한 최초의 수비수가 되었다. 2019년 2월 13일, 더 리흐트는 레알 마드리드와의 경기에서 19세 186일의 나이로 UEFA 챔피언스리그 결선 토너먼트에서의 역대 최연소 주장이 되었다. 2019년 2월 27일, 그는 페예노르트를 0-3으로 제압한 KNVB컵 경기에서 아약스 소속으로 100번째 공식 경기를 치렀고, 이 기록을 세운 최연소 아약스 선수가 되었다.
2019년 4월 16일, 더 리흐트는 유벤투스와의 챔피언스리그 8강전에서 결승골을 터뜨려 1996-97년 대회 이후 처음으로 아약스를 챔피언스리그 준결승전에 진출시켰다. 그의 골은 그가 1996년 노르딘 우터르 이후 결선 토너먼트에서 득점한 최연소 네덜란드 선수가 되었고, 조엘 마티프에 이어 두 번째로 어린 수비수 득점자가 되었다.

### 유벤투스

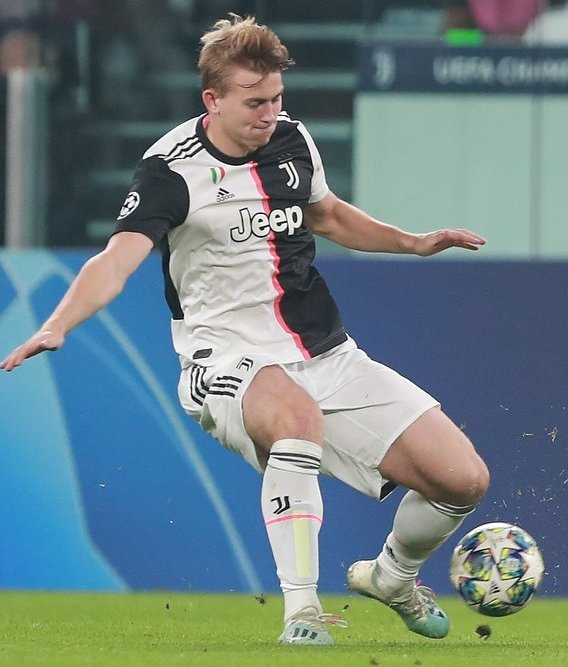
2019년 유벤투스에서 뛰고 있는 더 리흐트.

2019년 7월 18일, 더 리흐트는 세리에 A의 챔피언 유벤투스와 5년 계약을 맺었다. 이적료는 약 7,500만 유로였으며, 1,050만 유로의 추가 비용을 5년 할부로 지불하기로 계약하였다. 그는 8월 31일 나폴리와의 세리에 A 홈 경기에서 4-3으로 승리를 거두며 공식 데뷔전을 치렀다. 11월 3일, 라이벌팀 토리노와의 토리노 더비 원정 경기에서 그는 유벤투스에서의 첫 골을 기록하여 1-0 승리를 이끌었다.

### 바이에른 뮌헨

#### 2022-23 시즌
2023년 3월 11일, 더 리흐트는 바이에른 뮌헨이 알리안츠 아레나에서 FC 아우크스부르크를 5-3으로 이긴 분데스리가 24라운드에서 3백의 왼쪽 센터백 자리에 선발출전했다. 그는 35분 크로스를 머리로 받아 골문으로 방향을 바꾸면서 직접 골을 넣지 못했지만 뱅자맹 파바르의 두 번째 골에 간접적으로 관여했다. 59분에는 바이에른 뮌헨의 패널티박스 안에서 머르김 베리샤를 넘어뜨리며 아우크스부르크가 패널티킥을 얻어 팀의 두 번째 골을 넣는데 기여했다. 이후 83분 데일리 블린트와 교체되었다.
2023년 3월 19일, 더 리흐트는 바이에른 뮌헨이 바이아레나에서 바이어 레버쿠젠에게 1대 2로 패배한 분데스리가 25라운드에서 3백의 왼쪽 중앙 수비수 자리에 선발로 출전했다. 그는 38분 제레미 프림퐁과 센터 라인에서 충돌하면서 프림퐁이 파울을 받고 옐로카드를 받는 상황을 만들었다. 95분 킹슬레 코망의 크로스를 머리로 받았지만 공은 골문을 벗어났다.
2023년 4월 8일, 더 리흐트는 바이에른 뮌헨이 유로파파크 슈타디온에서 프라이부르크를 1대 0으로 승리한 분데스리가 27라운드에서 4백의 왼쪽 중앙 수비수 자리에 선발로 출전했다. 그는 51분 자말 무시알라의 패스를 받아 골대에서 20야드(약 18.3미터) 떨어진 곳에서 오른발로 공을 차 프라이부르크의 오른쪽 위 골망을 흔들며 바이에른 뮌헨의 선제골이자 결승골을 만들었다.
2023년 4월 20일, 더 리흐트는 바이에른 뮌헨 팬들이 선정한 바이에른 뮌헨 2023년 3월의 선수가 되었다.
2023년 5월 11일, 더 리흐트는 분데스리가 4월의 신인에 선정되었고 5월 12일 바이에른 뮌헨 팬들이 선정한 바이에른 뮌헨 2023년 4월의 선수가 되었다.

### 맨체스터 유나이티드
2024년 8월 14일(한국시간)에 같은 팀 동료였던 누사이르 마즈라위와 함께 맨체스터 유나이티드로 이적하여 아약스 시절에 함께했던 에릭 텐 하흐와 재회하였다.

## 국가대표 경력
2017년 3월 25일, 더 리흐트는 2018년 FIFA 월드컵 예선 불가리아와의 원정 경기에서 2-0으로 패한 경기에 네덜란드 국가대표팀 데뷔전을 치렀다. 당시 리그 2경기만 선발 출전했음에도 불구하고 더 리흐트는 국가대표팀에 소집되어 17세의 나이에  1931년 이래로 국가대표팀에 선발 출전한 최연소 선수가 되었다.

UEFA 네이션스리그 기간 동안 데 리흐트는 독일, 프랑스와의 조별 예선 4경기에 선발로 출전해 90분을 뛰며 주잔으로 활약했고, 네덜란드는 조별 리그에서 승리하고 처음으로 네이션스리그 결승전에 진출했다.6월 5일 준결승에서 그는 잉글랜드를 상대로 헤딩슛을 성공시켜 결승전 진출권을 확보했치만, 포르투갈에게 0-1로 패하며 대회를 마무리했다.
2021년 6월 27일, 그는 체코와의 UEFA 유로 2020 16강전에서 경기 도중 퇴장당했고, 네덜란드는 이후 2골을 내주며 대회에서 탈락했다.
2023년 3월 17일, 더 리흐트는 UEFA 유로 2024 예선에서 프랑스 축구 국가대표팀과 지브롤터 축구 국가대표팀을 상대할 네덜란드 축구 국가대표팀의 선수 명단에 발탁되었으나 2023년 3월 23일 아침 바이러스 감염 증상으로 인해 대표팀에서 하차했다. 그러나 2일 뒤 3월 25일, 더 리흐트는 바이러스 감염에서 나았다는 진단을 받아 바르트 페르브뤼헌과 함께 다시 대표팀에 복귀했다.

## 플레이 스타일
어린 시절 공격형 미드필더로 뛰었던 더 리흐트는 신체적, 기술적으로 재능이 있는 오른발잡이 센터백으로 깔끔한 태클, 예상, 마킹, 높이, 힘, 속도 및 정확한 패스로 유명하다. 후방에서부터 공격 플레이를 시작할 수 있는 능력을 지녔으며, 큰 키를 활용한 세트피스 상황에서 공격 시 팀의 큰 무기가 될 수 있다. 그의 이러한 플레이 스타일은 종종 바르셀로나 수비수 제라르 피케와 비교된다.그는 또한 "전방 압박, 중원 참여 성향, 공에 대한 침착함"으로 인해 얀 페르통언과 "강력한 슛과 피지컬"로 인해 로날트 쿠만과도 비교되었다. "
2019년 UEFA.com 프로필에서는 더 리흐트를 "우아한 중앙 수비수인 타고난 리더"로 묘사했을 정도로 출중한 리더십 또한 지니고 있어 18세 때 아약스의 주장으로 임명되었다. 그 외에도 공중볼을 지배하는 힘, 훌륭한 배급력, 침착함을 갖추고 있으며, 지능적인 포지셔닝은 상대의 빠른 공격을 저지하는 데 도움이 되며 경기를 읽는 능력으로 미드필더에서도 뛸 수 있다.
과거 리버풀과 잉글랜드 대표팀에서 수비수로 뛰었던 제이미 캐러거는 데 리흐트의 피지컬과리더십에 대해 칭찬했다그에 대해 전 네덜란드 센터백 야프 스탐은 다음과 같이 말했다. "그는 공을 다룰 때 침착하고, 전술적으로 공격적이며, 경기를 보고, 경기를 잘 읽고, 그 자신에게도 필요한 원동력을 가지고 있다."

## 통산 기록

### 구단
2024년 5월 18일  기준
| 클럽          | 시즌        | 리그              | 리그 | 리그 | 컵   | 컵   | UEFA | UEFA | 기타 | 기타 | 통산 | 통산 |
| 클럽          | 시즌        | 이름              | 출장 | 득점 | 출장 | 득점 | 출장 | 득점 | 출장 | 득점 | 출장 | 득점 |
| ------------- | ----------- | ----------------- | ---- | ---- | ---- | ---- | ---- | ---- | ---- | ---- | ---- | ---- |
| 용 아약스     | 2016–17     | 에이르스터 디비시 | 17   | 1    | —    | —    | —    | —    | —    | —    | 17   | 1    |
| 아약스        | 2016–17     | 에레디비시        | 11   | 2    | 3    | 1    | 9    | 0    | —    | —    | 23   | 3    |
| 아약스        | 2017–18     | 에레디비시        | 33   | 3    | 2    | 0    | 4    | 0    | —    | —    | 39   | 3    |
| 아약스        | 2018–19     | 에레디비시        | 33   | 3    | 5    | 1    | 17   | 3    | —    | —    | 55   | 7    |
| 아약스        | 소계        | 소계              | 77   | 8    | 10   | 2    | 30   | 3    | 0    | 0    | 117  | 13   |
| 유벤투스      | 2019–20     | 세리에 A          | 29   | 4    | 4    | 0    | 6    | 0    | 0    | 0    | 39   | 4    |
| 유벤투스      | 2020–21     | 세리에 A          | 27   | 1    | 4    | 0    | 5    | 0    | 0    | 0    | 36   | 1    |
| 유벤투스      | 2021–22     | 세리에 A          | 31   | 3    | 4    | 0    | 7    | 0    | 0    | 0    | 42   | 3    |
| 유벤투스      | 소계        | 소계              | 87   | 8    | 12   | 0    | 18   | 0    | 0    | 0    | 117  | 8    |
| 바이에른 뮌헨 | 2022–23     | 분데스리가        | 31   | 3    | 4    | 0    | 7    | 0    | 1    | 0    | 42   | 3    |
| 바이에른 뮌헨 | 2023-24     | 분데스리가        | 22   | 2    | 1    | 0    | 6    | 0    | 1    | 0    | 30   | 2    |
| 바이에른 뮌헨 | 소계        | 소계              | 53   | 5    | 5    | 0    | 13   | 0    | 2    | 0    | 73   | 5    |
| 커리어 합계   | 커리어 합계 | 커리어 합계       | 234  | 21   | 28   | 2    | 60   | 3    | 2    | 0    | 324  | 26   |

1. ↑  KNVB컵, 코파 이탈리아, DFB-포칼 포함
2. ↑  UEFA 유로파 리그 출장
3. ↑  UEFA 챔피언스 리그 2경기, UEFA 유로파 리그 2경기 출장
4. 1 2 3 4 5  UEFA 챔피언스 리그 출장
5. ↑  DFL-슈퍼컵 출장

### 국가대표
2024년 6월 26일  기준
| 국가대표팀 | 연도 | 출장 | 득점 |
| ---------- | ---- | ---- | ---- |
| 네덜란드   | 2017 | 3    | 0    |
| 네덜란드   | 2018 | 10   | 0    |
| 네덜란드   | 2019 | 10   | 2    |
| 네덜란드   | 2021 | 10   | 0    |
| 네덜란드   | 2022 | 7    | 0    |
| 네덜란드   | 2023 | 3    | 0    |
| 네덜란드   | 2024 | 2    | 0    |
| 통산       | 통산 | 45   | 2    |

| 번호 | 날짜       | 경기장                        | 출장횟수 | 상대팀   | 점수 | 최종 결과 | 경기                            | 출처   |
| ---- | ---------- | ----------------------------- | -------- | -------- | ---- | --------- | ------------------------------- | ------ |
| 1    | 2019.03.24 | 요한 크라위프 아레나          | 15       | 독일     | 1–2  | 2–3       | UEFA 유로 2020 예선             | [ 49 ] |
| 2    | 2019.06.06 | 이스타디우 D. 아폰수 엔히크스 | 16       | 잉글랜드 | 1–1  | 3–1 (연)  | 2019 네이션스리그 결선 토너먼트 | [ 50 ] |

## 수상 내역

#### AFC 아약스
- 에레디비시: 2018–19
- KNVB컵: 2018–19
- UEFA 유로파리그 준우승: 2016–17[51]

#### 유벤투스
- 세리에 A: 2019–20[52]
- 코파 이탈리아 우승: 2020–21[53]
- 코파 이탈리아 준우승: 2019–20,[54] 2021–22[55]
- 수페르코파 이탈리아나: 2020

#### 바이에른 뮌헨
- 분데스리가 : 2022-23
- DFL-슈퍼컵: 2022[56]

#### 네덜란드
- UEFA 네이션스리그 준우승: 2019

### 개인
- 에레디비시 올해의 팀: 2017–18, 2018–19
- UEFA U-17 축구 선수권 대회 토너먼트의 팀: 2016
- UEFA 유로파리그 시즌의 스쿼드: 2016–17
- UEFA 챔피언스리그 시즌의 스쿼드: 2018–19
- UEFA 올해의 팀: 2019
- 분데스리가 이달의 루키: 2023년 4월[57]
- 분데스리가 시즌의 팀: 2022-23[58]
- VDV 올해의 팀 : 2022-23
- ABN AMRO 퓨처 컵 최우수 선수: 2015
- 코파 암스테르담 최우수 선수: 2015
- 아약스 미래의 재능(시아크 스바르트 상): 2016
- 아약스 올해의 재능(마르코 판 바스턴 상): 2018
- 요한 크라위프 트로피: 2017–18
- 올해의 네덜란드 축구 선수: 2018–19
- 골든 보이: 2018
- 트로페 코파: 2019
- 국제 축구 연맹 국제 축구 선수 협회 세계의 11: 2019
- 국제축구역사통계연맹 올해의 전세계 남자 축구 선수 팀: 2019[59]